# Eryngiophyllum
Eryngiophyllum é um género botânico pertencente à família Asteraceae.